# Bruno Porter
Bruno Porter fue un grupo de rock experimental de Costa Rica, formado en San José en 1991.

## Biografía
Nace sin nombre cuando en 1988, los guitarristas Gabriel Montagné y Juan Carlos Sanabria, compañeros de colegio, empiezan a tocar juntos y a componer sus primeras canciones. Muy pronto invitan a Mauricio Pauly como cantante, quien por la necesidad de encontrar un bajista decide iniciarse meses después en el instrumento. El trío se mantiene muy activo experimentando con sonidos, grabaciones y composiciones, probando diferentes bateristas hasta que en el 1991 conocen a José Manuel Ospino y pasa a ser el cuarto integrante de la banda. En 1992 hicieron su primera grabación casera de baja calidad, ‘Po’, con trece canciones y algunas covers grabadas en la finca de Juan Carlos Sanabria.
El nombre Bruno Porter fue acuñado por los tres miembros fundadores de la banda (Montagné, Pauly y Sanabria) en 1992, mientras garabateaban ideas durante una clase de Biología en el colegio. El origen del nombre siempre fue un tema de discusión, utilizado por la banda para generar una historia diferente cada vez que les preguntaban sobre el tema.
Compartieron escenario en conciertos de bajo perfil con otras bandas que estaban naciendo en la época como Gandhi, Evolución, Hormigas en la Pared y otros, tratando de consolidar entre todos un incipiente movimiento "alternativo" en la escena musical Costarricense.
En 1996 lanzaron su primer álbum en calidad casete: ‘Los huesos de un pequeñísimo sapo, o ya es otoño para el osito negro’ el cual se agotó en poco tiempo. Las primeras cinco canciones de esta producción las grabaron en vivo el 1 de septiembre de 1995 en el Museo Histórico Cultural Juan Santamaría en Alajuela. Las demás canciones se grabaron en los estudios Link y en Audioarte.
En 1996 participaron en el Rock Fest. Luego firmaron con los estudios Primera Generación de Guatemala y con Dideca Internacional. En octubre de 1996 iniciaron la grabación de su primer disco compacto en los estudios Link.
En 1997 terminaron de grabar. El 3 de agosto participaron en el Rock Fest ‘97 en el Teatro Melico Salazar. En septiembre hicieron una presentación en la Alianza China junto a la banda Evolución.
En 1998 participaron en el disco Híbrido a presión que reunía lo mejor de Centroamérica con el tema ‘Intermitar’, por lo que viajaron a Guatemala en abril para dar un concierto con las demás bandas del disco. Ese concierto se efectuó el 4 de abril, en el Teatro Miguel Ángel Asturias (Ciudad de Guatemala). El 31 de mayo se presentaron en Rock Fest en el Teatro Melico Salazar. En mayo viajaron a Guatemala para seguir con la presentación del Híbrido a presión. Y en agosto sale el tan esperado disco Chuís parece árbot con 17 temas. El primer sencillo fue "Salón k".
Bruno Porter se desintegró a finales de 1998 debido a la salida de Pauly de Costa Rica hacia Estados Unidos para estudiar composición musical. 
La experimentación generada a nivel musical en Bruno Porter sirvió como base para los diferentes caminos que tomaron los miembros de la banda. Mauricio Pauly en composición sinfónica contemporánea, Juan Carlos Sanabria y Mauricio Quirós en arquitectura, y Gabriel Montagné en Diseño Interactivo; En el trabajo actual de todos se puede distinguir la influencia de Bruno Porter como un concepto de experimentación mucho más allá que sólo un grupo de rock alternativo en Costa Rica.

## Integrantes
- Mauricio Pauly: voz, bajo
- Juan Carlos Sanabria: guitarra (1991 - 1995)
- Gabriel Montagné: guitarra (1991 - 1997)
- José Ospino: batería
- Mauricio Quirós: guitarra (1997 - 1999)

## Discografía
- PO (1992)
- Los huesos de un pequeñísimo sapo, o ya es otoño para el osito negro (Demo 1996)
- Chuís parece árbot (1998)